# 小行星6645
小行星6645（6645 Arcetri）是一颗绕太阳运转的小行星，为主小行星带小行星。该小行星于1991年1月11日发现。

## 轨道参数
小行星6645的轨道半长轴为3.1333172 UA，离心率为0.198。